# Świętochów
Świętochów – wieś sołecka w Polsce położona w województwie mazowieckim, w powiecie piaseczyńskim, w gminie Tarczyn.
Wieś szlachecka Swientochowo położona była w drugiej połowie XVI wieku w powiecie tarczyńskim ziemi warszawskiej województwa mazowieckiego. W latach 1975–1998 miejscowość administracyjnie należała do województwa warszawskiego.
Wierni kościoła rzymskokatolickiego należą do parafii św. Mikołaja Biskupa Męczennika w Tarczynie.